# Yèvre-la-Ville
Yèvre-la-Ville là một xã trong tỉnh Loiret, vùng Centre-Val de Loire bắc trung bộ nước Pháp.